# DNA-spray

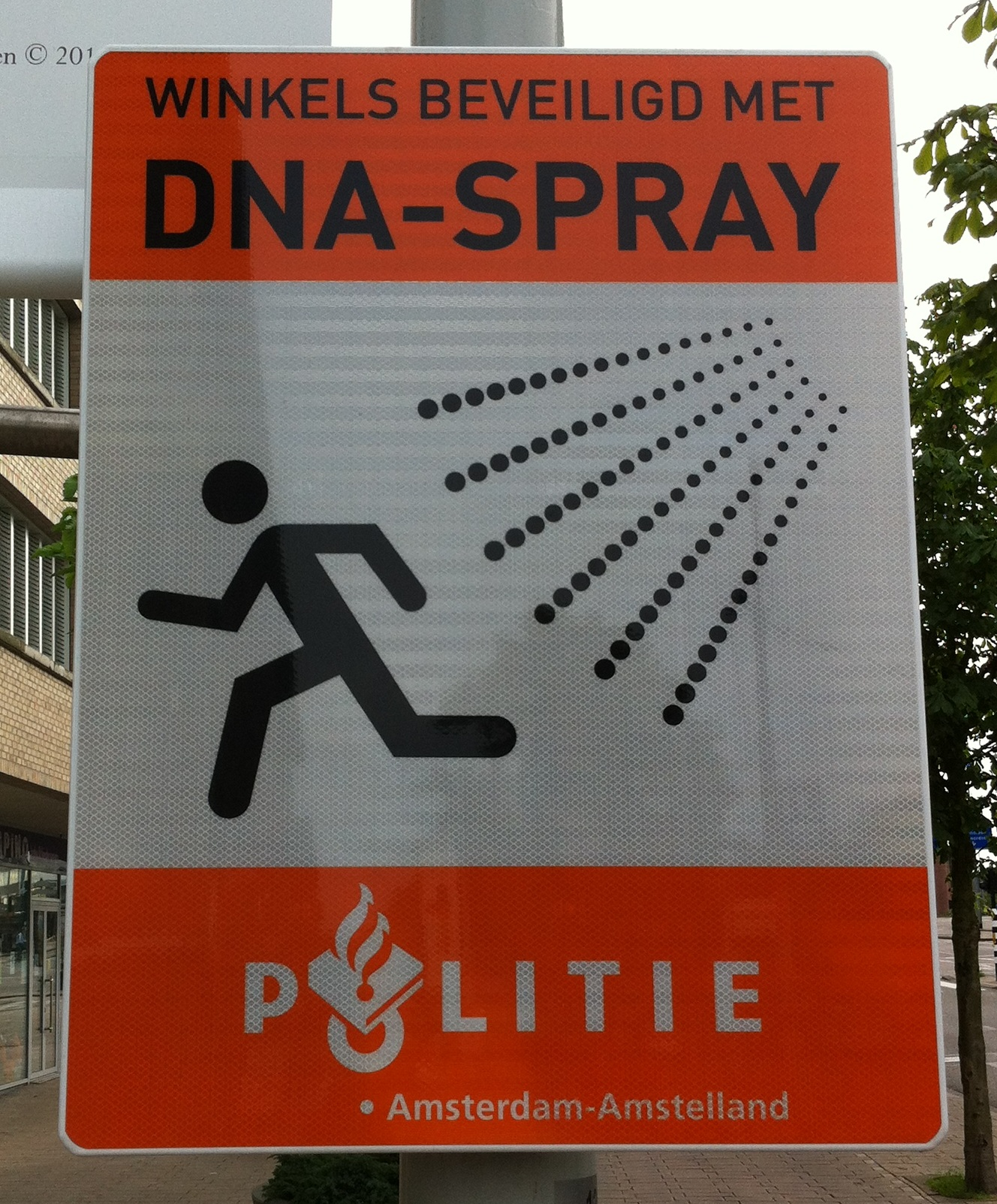
Een bord dat waarschuwt dat winkels in deze winkelstraat met DNA-spray zijn uitgerust

DNA-spray is een onschadelijke, kleurloze vloeistof waarin synthetisch DNA (SDNA) is verwerkt. Deze spray wordt ingezet als overvalpreventie, door personen door middel van een "DNA-douche" al of niet merkbaar te besproeien, en zo op het eerste oog onzichtbaar te markeren. In de meeste gevallen kan het DNA worden aangetoond met UV-licht (365 – 395 nm), omdat een speciale toevoeging in de DNA-spray aanwezig is die onder dit licht helder blauw oplicht. DNA-spray kan ook gebruikt worden om kostbare objecten te markeren.
Als DNA-spray is aangetroffen, kan worden vastgesteld welke exacte DNA-sequentie deze spray heeft. De spray die bij het incident gebruikt is, wordt door de politie in beslag genomen voor onderzoek. De overeenkomst van die in beslag genomen code en de op een persoon aangetroffen code toont aan dat betreffende persoon ten tijde van het incident in dat pand geweest is.

## Bewijsmateriaal
Sinds de opkomst van DNA-spray in Nederland bestaat er twijfel over de exacte bewijswaarde van het middel. Duidelijk is in ieder geval dat het alleen kan aantonen dat iemand ten tijde van het incident in het pand is geweest. Of deze persoon daadwerkelijk de dader is, zal uit overig bewijs moeten blijken. Daarom zal DNA-spray hoogstens als aanvullend bewijs beschouwd worden en voornamelijk preventief werken.
In de opsporing heeft DNA-spray altijd toegevoegde waarde, maar de exacte waarde wordt bepaald door veel verschillende factoren. Van belang is onder andere dat de dader de DNA-spray maar op één manier 'opgelopen' kan hebben. Vanuit dat oogpunt is het sporenbeeld en het type ondergrond waarop de sporen aangetroffen zijn, erg belangrijk. Ook het tijdspad speelt een rol. De DNA-spray blijft slechts enkele dagen zichtbaar. De bewijswaarde van DNA-spray kan daardoor erg verschillen per strafzaak: van maximaal aanvullend bewijs tot minimaal hulpmiddel in de opsporing voor de politie.
DNA-spray is een van de instrumenten die door het Regionaal Platform Criminaliteitsbeheersing worden genoemd. Binnen de taskforce is een speciale werkgroep geformeerd, bestaande uit de landelijk Forensisch Officier van Justitie, de landelijk overvalcoördinator van Politie, het Nederlands Forensisch Instituut, en leverancier SDNA Forensic Marking.